# PETRA
PETRA, acrónimo de Positron-Electron Tandem Ring Accelerator  ('Acelerador Circular Tándem de Positrones y Electrones') es un acelerador de partículas de 2,3 km de circunferencia, ubicado en el centro de investigación DESY, en la ciudad alemana de Hamburgo. Construido inicialmente para los experimentos de física de partículas, en 1979 fue usado para obtener la primera evidencia experimental de la existencia de los gluones. Tras la construcción del nuevo acelerador circular HERA, pasó a servir como preacelerador para este, así como una fuente de radiación sincrotrón de alta energía para distintos experimentos (PETRA-II). En 2010 se realizó una nueva remodelación del sincrotrón, que pasó a conocerse como PETRA-III. Cuenta con 14 líneas de luz y, a fecha de 2014,  es la fuente de radiación sincrotrón más brillante del mundo basada en un acelerador circular .

## Historia
PETRA fue uno de los varios aceleradores construidos en los años 60 y 70 para descubrir nuevas partículas componentes de la materia mediante la colisión frontal de dos haces de partículas. La construcción fue financiada por el gobierno de Alemania Federal.  El diseño inicial  tenía como objetivo acelerar los haces de positrones y electrones hasta 15 GeV y más tarde se alcanzaron los 23 GeV y los experimentos y detectores fueron diseñados por cuatro proyectos colaborativos internacionales, denominados CELLO, JADE, MARK-J y TASSO. Los experimentos comenzaron en 1978 y en 1979, el grupo TASSO observó «eventos de tres chorros», confirmados posteriormente por los otros grupos, evidencia de la existencia de los gluones, predichos por la teoría de la cromodinámica cuántica. Los experimentos continuaron hasta 1986, cuando PETRA se convirtió en un preacelerador para HERA, un nuevo colisionador de protones y electrones.
Puesto que PETRA permanecía inactivo mientras HERA no precisara de una nueva inyección de partículas, en 1993 se tomó la decisión de modificar el acelerador para que sirviera como una fuente de radiación sincrotrón durante estos periodos. Para tal fin, se instalaron entre 1994 y 1995 un ondulador y una línea de luz. PETRA-II, como se llamó al nuevo sincrotrón, funcionaba a una energía de 12 GeV y corriente de hasta 60 mA. La primera línea de luz estaba dedicada al estudio de materiales con rayos X de entre 60 y 300 keV. Una segunda línea de luz, desviada del haz principal mediante un monocromador se dedicó a experimentos de dispersión de resonancia nuclear.
En 2002, se planteó el uso de PETRA como un anillo de almacenamiento totalmente dedicado a la producción de radiación sincrotrón tras el cese de operaciones de HERA en 2007. Esto precisó de modificaciones al acelerador, para diminuir la emitancia del haz de partículas, y para instalar catorce onduladores en un sector que abarca cerca de 300  metros, así como de la construcción de un edificio para albergar las instalaciones experimentales. Las obras tuvieron lugar entre 2007 y marzo de 2009, fecha en que entró en funcionamiento. En febrero de 2014 se inició la modificación de otros dos sectores del anillo de almacenamiento, para construir otras diez líneas de luz.

## Líneas de luz
A fecha de 2014, PETRA III alberga catorce líneas de luz con origen en los onduladores construidos en nueve sectores del anillo. En algunos casos, el haz de radiación se separa para aplicaciones experimentales distintas. La mayoría de las líneas son de rayos X, excepto una, que alcanza el ultravioleta extremo. La radiación se utiliza para investigaciones científicas en numerosos campos, usando una amplia variedad de técnicas divididas en tres grupos principales: dispersión, espectroscopía e imagenología. Hay líneas dedicadas a los estudios por difracción y la cristalografía, espectroscopía de absorción, la fluorescencia y tomografía, dispersión inelástica y dispersión de resonancia nuclear. Las líneas de los sectores 8 y 9 están dedicadas a aplicaciones biológicas.